# Mandawa
Mandawa (Hindi मन्दवा, Mandava) ist eine Stadt mit etwa 25.000 Einwohnern im Distrikt Jhunjhunu in der Region Shekhawati im Nordosten des indischen Bundesstaats Rajasthan.

## Lage
Mandawa liegt ca. 170 km (Fahrtstrecke) nordwestlich von Jaipur in einer Höhe von etwa 335 m ü. d. M.; die Entfernung nach Delhi beträgt ca. 250 km in nordöstlicher Richtung. Das Klima ist meist heiß und trocken; Regen fällt nahezu ausschließlich während der sommerlichen Monsunmonate.

## Bevölkerung
Offizielle Bevölkerungsstatistiken werden erst seit 1991 geführt und veröffentlicht.
| Jahr      | 1991   | 2001   | 2011   |
| Einwohner | 16.490 | 20.830 | 23.335 |

Ca. 66,5 % der zumeist Hindi sprechenden Einwohner sind Hindus und knapp 33,5 % sind Moslems; die übrigen Religionsgemeinschaften (Sikhs, Jains, Buddhisten und Christen) spielen in den ländlichen Regionen Indiens kaum eine Rolle. Der männliche und der weibliche Bevölkerungsanteil sind ungefähr gleich groß.

## Wirtschaft
Die Einwohner der Stadt lebten jahrhundertelang als Selbstversorger von der Landwirtschaft, wobei die Viehzucht eine große Rolle spielte. Vom 18. bis ins beginnende 20. Jahrhundert zogen Kamelkarawanen von Zentralindien bis in den Vorderen Orient und beförderten Waren (Stoffe und Gewürze), die auch in Europa gefragt waren; viele Kaufleute ließen sich in den wachsenden Städten der Shekhawati nieder, was wiederum Handwerker, Kleinhändler und Dienstleister aller Art anzog.

## Geschichte
Mandawa wurde im Jahr 1765 durch Sardul Singh gegründet, der das sich hier bereits früher befindliche Dorf mit einem Palast und einer Festungsmauer versah, die 1828 den Angriffen der Grundherren (thakur) von Jaipur und Sikar standhielt. Durch den Karawanenhandel erlebte die Stadt einen Aufschwung, der jedoch mit der Verlagerung des Handels auf den Seeweg zu Beginn des 20. Jahrhunderts endete.

## Sehenswürdigkeiten

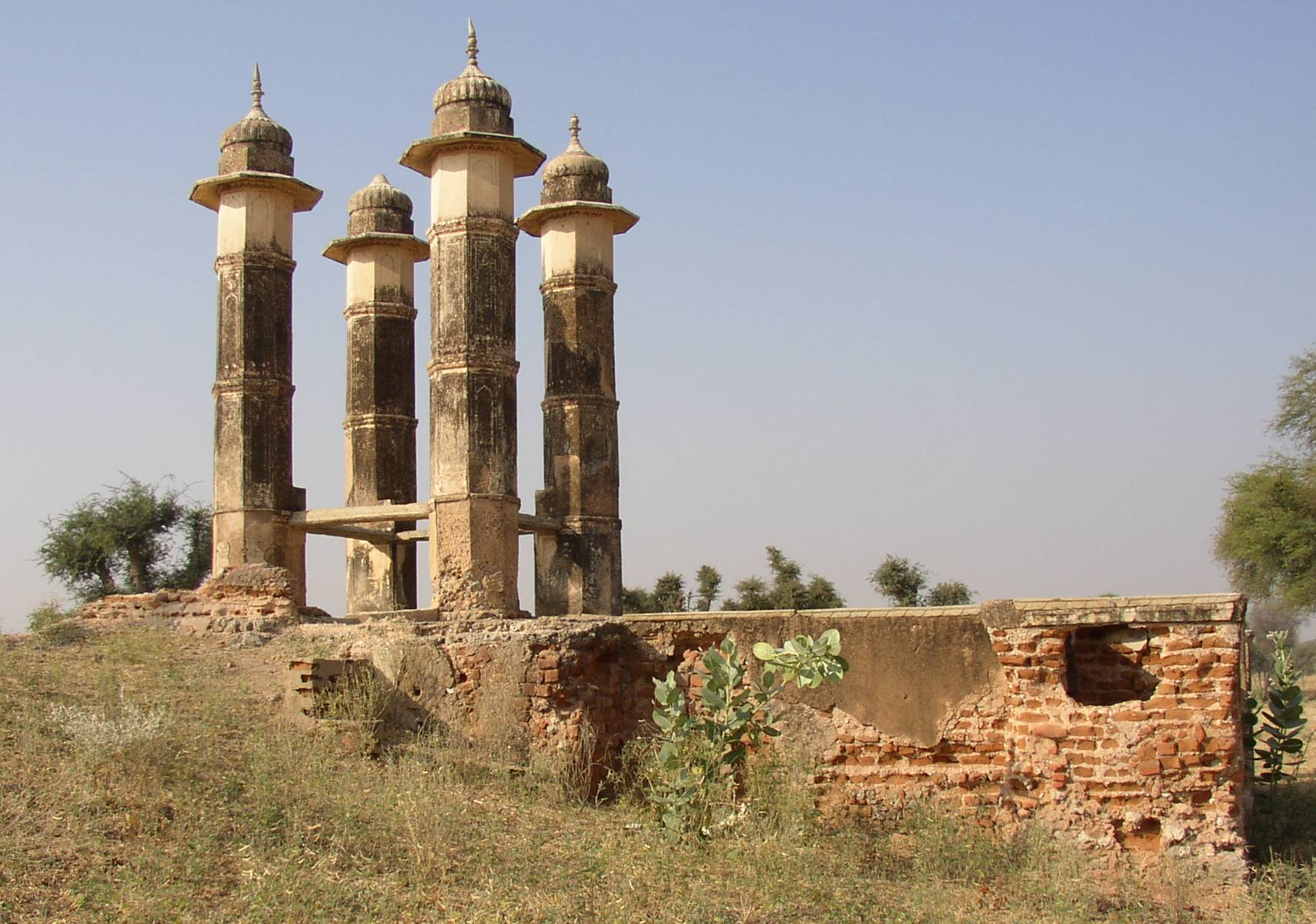
Brunnen bei Mandawa

- Hauptattraktion der Stadt sind die vielen um einen Innenhof gebauten und überreich mit Malereien versehenen Kaufmannspaläste (Havelis), die sowohl zu Wohnzwecken als auch als Warenlager dienten. Die meisten Malereien stammen aus der Zeit um 1900 und zeigen religiöse Motive (Krishna, Radha und die Gopis oder Shiva mit seinem Nandi-Bullen) oder Errungenschaften fremder Länder (Schiffe, Züge, Autos, Fahrräder etc.).
- Den Mittelpunkt der Stadt bildet das inzwischen zu einem stilvollen Hotel umgebaute Fort.

Umgebung
- Lohnend ist ein Ausflug zum ca. 2 km südlich gelegenen Desert Resort.
- Auch die alten, aber inzwischen meist trockengefallenen Ziehbrunnen sind sehenswert.